# Intelektualizm
Intelektualizm (z łac. intellectualis - "umysłowy") – zespół poglądów i postaw podkreślających szczególną rolę intelektu, umysłu itp. w poznaniu i działaniu oraz broniących samodzielności czynników intelektualnych wobec uczuć, wiary, woli i intuicji. Postawy takie przeciwstawiają się głównie woluntaryzmowi i pragmatyzmowi, w etyce np. emotywizmowi.
Intelektualizm to stanowisko, według którego intelektowi przysługuje odrębność gatunkowa - stanowi on właściwą, niesprowadzalną do innych władzę poznawczą. W innym sensie jest to stanowisko głoszące prymat intelektu nad pozostałymi władzami psychicznymi człowieka. Emocje i wola nie są sprowadzalne do zjawisk intelektualnych, ale powinny być im podporządkowane ze względów ontologicznych, moralnych i estetycznych. Terminem "intelektualizm" określa się także pogląd, że uzyskiwany za pomocą intelektu obraz rzeczywistości jest wierny i kompletny. Pogląd taki żywił np. Kartezjusz. Nazywać można tak również stanowiska przeczące odrębności zjawisk wolitywnych i emocjonalnych. Do zjawisk intelektualnych sprowadzali zjawiska wolitywne i emocjonalne np. Baruch Spinoza i Johann Friedrich Herbart. "Intelektualizm" można rozumieć także jako synonim szeroko rozumianego racjonalizmu, głoszącego szczególną rolę rozumu w zdobywaniu wiedzy - w opozycji do empiryzmu, głoszącego nadrzędną rolę doświadczenia.
Typowym przykładem intelektualizmu jest arystotelizm, według którego istnieje specjalna władza poznawcza, intuicja intelektualna, umożliwiająca dostrzeżenie w danych dostarczanych przez doświadczenie prawd koniecznych. W średniowieczu pogląd taki charakterystyczny był dla tomizmu. Za prawdy konieczne dostrzegane za pomocą intuicji intelektualnej uważano pierwsze zasady myśli i Bytu. W opozycji do intelektualizmu tomistycznego stała przede wszystkim woluntarystyczna myśl Dunsa Szkota.
Znaczenie pejoratywne poglądom intelektualistycznym przypisywała niekiedy myśl nowożytna, np. Francis Bacon krytykował nadmierne uwielbienie dla rozumu ludzkiego. W zasadzie jednak termin "intelektualizm" jako pejoratywne określenie postaw absolutyzujących myślenie abstrakcyjne i poznanie dyskursywne upowszechnił się dopiero pod koniec XIX wieku. To w filozofii nowożytnej (racjonalizm nowożytny) intelektualizm przyjął postać klasyczną, zwłaszcza u Leibniza i Kartezjusza, przekonanego o wszechmocy rozumu krytycznego. Postawa intelektualistyczna widoczna jest także u Kanta i Hegla. W drugiej połowie XIX wieku, zwłaszcza w filozofii niemieckiej, termin "intelektualizm" rozpowszechnił się jako określenie postaw typu oświeceniowego, akcentujących szczególną rolę rozumu, w opozycji do postaw typu romantycznego, akcentujących szczególną rolę uczucia.
W filozofii XX-wiecznej poglądy intelektualistyczne głosił np. w swojej filozofii nauki Henri Poincaré, nawiązując swobodnie do kartezjanizmu. Postawa intelektualistyczna widoczna jest silnie także w fenomenologii, w której szczególnie istotny jest intelektualny ogląd przedmiotów (Wesensschau). Termin pojawiał się często u niektórych psychologów i socjologów - termin "woluntaryzm", przeciwstawiany intelektualizmowi, wprowadził dopiero Ferdinand Tönnies. Intelektualizm, materializm i woluntaryzm przeciwstawiali sobie na gruncie psychologii także Wilhelm Wundt i Friedrich Paulsen.
Wyróżnić można intelektualizm metafizyczny – zakładający racjonalność świata; intelektualizm psychologiczny, intelektualizm antropologiczny i intelektualizm pedagogiczny - które podkreślają szczególne znaczenie sfery intelektualnej w życiu ludzkim; intelektualizm etyczny, według którego samo poznanie dobra wystarczy do etycznego postępowania, lub przynajmniej poznanie dobra jest najważniejszym czynnikiem wiodącym do etycznego postępowania; intelektualizm estetyczny, według którego czynniki intelektualne są głównym źródłem sztuki i podstawą wartościowania dzieł sztuki; intelektualizm religijny, przypisujący rozumowi funkcję kontrolującą w życiu religijnym ludzi.